# Krystyna Leszczyńska-Wichmanowska
Krystyna Leszczyńska-Wichmanowska – polska politolożka, doktor habilitowana nauk społecznych.

## Życiorys
Studiowała politologię i prawo, uzyskała tytuł magistra politologii w 1997 roku na Uniwersytecie Marii Curie-Skłodowskiej w Lublinie i tytuł magistra prawa tamże w 1999 roku. Uzyskała stopień doktora nauk humanistycznych (nauki o polityce) w 2004 roku na Uniwersytecie Marii Curie-Skłodowskiej. Habilitowała się w dziedzinie nauk społecznych (nauki o polityce) na Uniwersytecie Marii Curie-Skłodowskiej w 2015 roku. Od października 2006 roku jest zatrudniona na Uniwersytecie Marii Curie-Skłodowskiej, obecnie na stanowisku profesora uczelni w Katedrze Systemów Politycznych i Praw Człowieka w Instytucie Nauk o Polityce i Administracji Wydziału Politologii i Dziennikarstwa Uniwersytetu Marii Curie-Skłodowskiej. Pracowała także w Wyższej Szkole Komunikowania i Mediów Społecznych im. Jerzego Giedroycia w Warszawie od października 2010 do czerwca 2013 roku, a od lutego 2024 roku jest także zatrudniona na Uniwersytecie Warszawskim.

## Nagrody
- Medal Komisji Edukacji Narodowej (2011)[3]
- Srebrny Krzyż Zasługi (2021)[3]
- Srebrny Medal za Długoletnią Służbę (2022)[3]
- Medal 105-lecia Lubelskiego Urzędu Wojewódzkiego (2025)[4]

## Dorobek naukowy
Zajmuje się polskim systemem politycznym, polską transformacją społeczno-ustrojową, elitami władzy, feminizmem, równouprawnieniem i partycypacją kobiet. Publikowała m.in. w „Studiach Politologicznych”. 
Publikacje książkowe:
- Rządy Rzeczypospolitej Polskiej w latach 1989-2001. Skład, organizacja i tryb funkcjonowania (2005)[3]
- Rządy Rzeczypospolitej Polskiej (1989-2005) (2007)[3]
- Senat Rzeczypospolitej Polskiej w latach 1989-2011 (2015)[3]